# Andrea Giuliacci
Andrea Giuliacci (Roma, 19 marzo 1971) è un meteorologo e climatologo italiano.

## Biografia
Figlio del meteorologo perugino Mario Giuliacci, si è laureato in Fisica presso l'Università degli Studi di Milano con una tesi sull'influenza del fenomeno ENSO sul clima in Italia, ha successivamente conseguito il Dottorato di Ricerca in Scienze della Terra presso l'Università degli Studi di Napoli Federico II.
Dal 2002 cura le previsioni del tempo in video per i telegiornali delle reti Mediaset: va in onda regolarmente all'interno dei telegiornali Studio Aperto, TG4 e TG5 (nelle previsioni meteo di quest'ultimo telegiornale è stato presente anche il padre Mario dal 1997 al 2010) e nella trasmissione di informazione Mattino Cinque, tutte le mattine su Canale 5. Ha pubblicato diversi libri su meteorologia e climatologia, tutti editi da Alpha Test. È coautore di diversi articoli accademici volti in particolare allo studio del fenomeno ENSO (El Niño-Southern Oscillation) e alle sue influenze sul clima italiano. Dal 2007 è membro del CBN-E (Climate Broadcasters Network - Europe), organismo che raccoglie circa 50 meteorologi provenienti da diversi stati dell'Unione europea e che sotto la guida del Direttorato per l'Ambiente della Commissione europea si prefigge l'obiettivo di fornire ai cittadini europei una corretta ed esaustiva informazione riguardante il cambiamento climatico; l'organismo si è poi naturalmente evoluto in Climate Without Borders, network di meteorologi e presentatori meteo televisivi provenienti da tutto il Mondo e impegnati in una corretta divulgazione del cambiamento climatico. 
Dal 2007 tiene il corso di Fisica dell'atmosfera presso l'Università degli Studi di Milano-Bicocca. Nell'estate 2014 viene scelto come testimonial pubblicitario per il portale di ricerca europeo Trivago. Il 5 ottobre 2014 ha partecipato alla puntata domenicale del game show Avanti un altro!, riuscendo ad arrivare al difficile gioco finale, dove però non ha vinto il montepremi che in caso di vittoria avrebbe devoluto in beneficenza. Il 9 ottobre 2016 ha partecipato alla puntata domenicale del game show Caduta libera, anche stavolta senza una vincita che avrebbe devoluto in beneficenza. Attualmente è docente di Fisica dell'Atmosfera presso l'Università degli Studi di Milano Bicocca.

## Alcune pubblicazioni scientifiche
- On the 60-month cycle of multivariate ENSO index, Theor. Appl. Climatol. (2010), DOI 10.1007/s00704-009-01 59-0;
- On The Dominance of 28-Month Harmonic in the Equatorial Stratospheric-Wind Quasi Biennal Oscillation, The Open Atmospheric Science Journal, 2010, 4, 53-56;
- The El Nino events: their classification and scale-invariance laws, Annals of Geophysics, vol 52, N. 5 October 2009;
- Hypothesis on a possible role of El Niño in the occurence of influenza pandemics, Theor. Appl. Climatol. (2010), DOI 10.1007/s00704-010-0375-7.

## Televisione
- Studio Aperto Meteo (Italia 1, 2002-2013)
- Meteo 4 (Rete 4, 2002-2013)
- Buona Domenica (Canale 5, 2003-2006)
- Meteo 5 (Canale 5, 2008-2013)
- Mattino Cinque (Canale 5, dal 2009)
- Meteo.it (Reti Mediaset, dal 2013)